# Peperomia trifolia
Peperomia trifolia är en pepparväxtart som först beskrevs av Carl von Linné, och fick sitt nu gällande namn av A. Dietrich. Peperomia trifolia ingår i släktet peperomior, och familjen pepparväxter. Inga underarter finns listade i Catalogue of Life.